# チヴェルツィ族
チヴェルツィ族（ウクライナ語: Тиверці、ベラルーシ語(タラシケヴィツァ):Тыверцы、ロシア語: Тиверцы）とは、9世紀に登場した、農耕を基盤とした東スラヴ民族の部族である。
チヴェルツィ族の居住領域はドニエストル川、プルト川、ドナウ川の流域であり、黒海沿岸のブジャク（南ベッサラヴィア）をも含んでいた。現代の地理でいえば、その居住領域はウクライナとモルドバにまたがる地域である。西は牧畜業を営むラテン系民族（ヴラフ人）と接し、東にはテュルク系、モンゴル系の遊牧民の跋扈する、未開の草原と呼ばれる地域が広がっていた。
チヴェルツィ族に関する最初の言及は、『原初年代記』の9世紀の記述において、他の東スラヴ部族と共に列挙されている箇所である。すなわち、「チヴェルツィ族とウリチ族はドニエストル川のほとりに居住し、ドナウ川に接していた。その数は多く、ドニエストル川沿いに海（黒海）まで広がっていた」という記述である。また、907年にキエフ大公国のオレグが、944年にはイーゴリ1世がビザンツ帝国のコンスタンティノープルへの遠征を行った際に、チヴェルツィ族の軍も同行した。また907年の記述には、チヴェルツィ族は通訳として名が知られていたという一文がある。
10世紀の半ばに、チヴェルツィ族の居住領域はキエフ大公国領の中に組み込まれた。12世紀以降にキエフ大公国の分裂が進んだ後、チヴェルツィ族は自身の土地を、ペチェネグ族やポロヴェツ族などの遊牧民から守りきることは困難になった。その結果、チヴェルツィ族の多数は北方へと逃れ、隣接するスラヴ諸部族に徐々に同化していった。
ドニエストル川とプルト川の間（Alcedar(ro)、Echimăuţi(ru)、Ţareuca(ru)、Rudi(ru)等）には、おそらくスラヴの部族のものであった、いくつかの集落跡や城址が存在している。これらの居住地は多くの点でキエフ大公国の諸都市との共通点を持ち、その一部は明らかにキエフから導入された様式である。『原初年代記』には、チヴェルツィ族とウリチ族の都市が今でも（「今」は原初年代記の編集当時を指す。なお原初年代記は12世紀初頭までの出来事を記述している。）残っているという記述がある。